# Sitio de Bizancio (408 a. C.)
El sitio de Bizancio del 408 a. C. fue conducido por Alcibíades en el ámbito de la guerra del Peloponeso.

## Desarrollo

### Según Plutarco

Mapa con la posición de bizancio, Selimbria y otras ciudades cercanas al Bósforo.

Plutarco relata que los atenienses prevalecieron sobre el ejército del Peloponeso de los beocios y megarenses durante la estancia en Bizancio. Alcibíades ganó en el ala derecha de las tropas, mientras que Terámenes venció en el ala izquierda también, gracias a que algunos habitantes de la ciudad fueron persuadidos para pasarse al bando de Atenas, a condición de que la ciudad no fuera saqueada.
La condición fue respetada de hecho y, cuando los espartanos procesaron a Anaxilao, uno de los bizantinos, que le habían traicionado, escucharon sus razones (incluyendo el hecho de que los alimentos fueron consumido por el los espartanos y beocios, mientras que los bizantinos se estaban muriendo de hambre), lo absolvieron.

### Según Diodoro
Diodoro Sículo, en su relato, añade que estos ciudadanos, después de la salida de Clearco para pedir dinero al sátrapa Farnabazo (hecho no mencionado por Plutarco), se pasaron al bando ateniense, al margen de que debido al hambre estaban desmoralizados y descontentos de la severa e impopular política administrativa de Clearco; las condiciones, según Diodoro, debían ser que la ciudad recibiera las mismas condiciones de rendición que Selimbria, que había sido tratada con clemencia.
En su relato de la batalla Diodoro informa que, a una hora señalada de la noche, los defensores que se habían adherido a la conjura dejaron sus posiciones y los atenienses fueron capaces de atacar a la guarnición espartana sin perturbaciones; en algún punto, dada la ferocidad con la que se luchó contra aquellos que permanecieron leales a los espartanos, Alcibíades hizo la jugada decisiva (no relatada por Plutarco), prometiendo salvar las vidas a los que se habían sumado a la causa ateniense: satisfechos, dieron la espalda a los espartanos, que fueron totalmente aniquilados.

### Según Jenofonte
Jenofonte refiere que Clearco, partió y confió la ciudad a los comandantes de las tropas de los aliados, Helixo de Megara y Cerétadas de Tebas (cuyos nombres no están presentes en Diodoro y Plutarco), pensando que ninguno habría hecho algo en su ausencia.
Mientras tanto, los atenienses persuadieron a algunos bizantinos a pasarse a su bando. Jenofonte da algunos nombres: Cidón, Aristón, Anaxícrates, Licurgo y Anaxilao, este último mencionado también por Plutarco en el proceso en que se vio involucrado, relatado de forma similar por Jenofonte.
Según Jenofonte, Helixo y Cerétadas, ajenos a los planes de los rebeldes, la noche de la batalla acudieron con todas las tropas al ágora , pero como los enemigos dominaban en todos los puntos y no podían hacer nada, se entegaron. Jenofonte concluye su relato afirmando que Cerétadas, cuando fue enviado a Atenas con Helixo, logró huir sin ser advertido entre la multitud de los que desembarcaron en el Pireo y se puso a salvo en Decelia.